# Anus (Yonne)
Pour les articles homonymes, voir Anus (homonymie).
Anus (prononcé en français : [\a.ny\]) est un lieu-dit de la commune icaunaise de Fouronnes, dans la région Bourgogne-Franche-Comté.

## Toponymie
Le nom du hameau est aussi écrit Asnux, vers 1600, et Aznu. Le nom actuel est prononcé en omettant le s, donnant Anu, mais la graphie est la même que pour l'orifice du système digestif.
À cause de son nom insolite, les panneaux toponymiques sont régulièrement volés.

## Géographie
Anus est situé à égale distance de Courson-les-Carrières et du centre-ville de Fouronnes, à environ trois kilomètres de chacune. Elle est à 4,5 kilomètres du lieu-dit de Villepot, à Courson. Les deux routes principales menant à Anus sont le chemin de Courson, suivant le trajet de la D130 et traversant le hameau du nord au sud, et la route de Fouronnes, passant d'est en ouest.

## Histoire
Anciennement, Anus faisait partie de la paroisse de Fouronnes, qui était parfois appelée Fouronnes et Anus. Anus avait ses propres seigneurs. On trouvait un château à Anus.

## Démographie
| 1848  |
| ----- |
| 19 f. |

En 2020, une cinquantaine d'habitants étaient à Anus.

### Médiagraphie
- Charles Napoux, « Le Fion, La Trique, Anus, les 10 noms de villes de France les plus WTF ! », sur Ma chaîne étudiante, 3 février 2016 (consulté le 22 octobre 2024).